# Сезон полювання (фільм)
«Сезон полювання» (англ. Open Season) — комп'ютерний мультфільм-комедія 2006 року. У 2008 році вийшов сіквел — Сезон полювання 2. В український прокат стрічка вийшла 26 жовтня 2006 року.

## Сюжет
У місті Тімберлейн разом із дівчиною Бет мешкає 900-фунтовий ведмідь Буг. Він мешкає в гаражі, а вдень дає вистави для місцевих мешканців. Буг щасливий із Бет, адже він має все, що йому потрібно. Проте Буг зовсім не пристосований для життя в лісі.
Якось, коли Бет взяла Буга в місто, на сусідній машині мисливця він ведмідь побачив прив'язаного оленя, якому зрізали одного рога. Олень, якого звали Еліот, став благати відв'язати його. Буг допоміг йому, при цьому назвав його братом. Еліотові це сподобалося, він знайшов ведмедя вночі і шоколадним батончиком виманив його на вулицю. В магазині вони розважалися як могли, тому магазин було майже розтрощено. На місце приїхав поліцейський патруль, Еліот втік, а Буга доставили до Бет. Шериф порадив Бет відвезти ведмедя в ліс, де йому й місце. Бет не хотіла цього робити, адже прив'язалася до Буга. Проте наступного ранку Еліот знову прийшов до Буга якраз перед початком чергового виступу. Буг за завісою сцени намагався прогнати оленя, проте для глядачів це виглядало так, ніби гризлі вбиває оленя. Після цього Бет була вимушена відвезти друга-ведмедя до лісу. Незабаром почнеться сезон полювання, тому дівчина залишила Буга із Еліотом за водосховищем.
Оскільки Буг не був пристосований до життя в дикій природі, йому було важко в лісі без усіх зручностей життя в місті. Тому він вирішив щоб там не було повернутися до гаражу. Він не знав, де місто, тому Еліот обіцяв провести його.
Але в цей час мисливець, від якого втік Еліот, хотів спіймати його знову і помститися ведмедю, який відв'язав його здобич.
За час перебування в лісі Буг потоваришував із іншими тваринами. І ось, відкрився сезон полювання: до лісу з'їхалося багато мисливців. Для того, щоб потрапити до міста і врятувати своїх друзів-звірів, Буг влаштував битву з людьми. Вночі вони вкрали в людей їх речі (ложки, виделки, білизну, бензопилку і т. д.) і оточили людей. Мисливці вимушені були втікати додому.
Проте не найстрашніший мисливець, що досі прагнув вбити Буга. Він вже готовий був вистрілити в ведмедя, та Еліот відволік його увагу. Бугу здалося, що Еліот мертвий, проте це було не так. Звірі прогнали останнього мисливця з лісу.
У цей час дівчина Бет побачила, що коїть Буг у лісі, тому повернулася, аби забрати його. Але Буг не міг забрати із собою всіх своїх друзів у гараж, і тому не зміг піти до міста сам. Ліс став його домом.

## Ролі озвучили
Тварини
| Актор            | Роль               |
| ---------------- | ------------------ |
| Мартін Ловренс   | Буг грізлі         |
| Ештон Кутчер     | Елліот олень       |
| Біллі Конноллі   | МакСквізі білка    |
| Джон Фавро       | Рейлі бобер        |
| Джейн Краковськи | Жизель олениха     |
| Патрік Ворбертон | Єн олень           |
| Медді Тейлор     | Денні крижень      |
| Медді Тейлор     | Бадді голкошерст   |
| Коді Кемерон     | містер Вінні такса |
| Ніка Футтерман   | Розі скунс         |

Люди
| Актор           | Роль               |
| --------------- | ------------------ |
| Гері Сініз      | Шоу мисливець      |
| Дебра Мессінг   | Бет рейнджер парку |
| Джорджія Енджел | Боббі хіппі        |
| Гордон Тутусіс  | Горді шериф        |

## Український дубляж
- Фільм дубльовано компанією «Невафільм Україна» у 2006 році.
- Перекладач — Олекса Негребецький
- Режисер дубляжу — Ольга Фокіна
- Звукорежисер — Олег Кульчицький

### Ролі дублювали
- Юрій Ребрик — Буг
- Юрій Коваленко — Елліот
- Борис Георгієвський — Шоу
- Ольга Радчук — Розі
- Анатолій Зіновенко — МакСквізі
- В'ячеслав Гіндін — Ієн
- Олена Узлюк — Бет
- Ярослав Чорненький
- Анатолій Барчук
- Ірина Ткаленко

та інші.

## Кошторис та касові збори
Кошторис фільму склав $85 мільйонів доларів. Світові касові збори стрічки склали майже $197 мільйона доларів.

## Процес створення мультфільму
Ідея «Сезону полювання» прийшла до відомого карикатуриста Стіва Мура під впливом історій про диких тварин, які живуть на звалищах поблизу різних курортних містечок. Після того, як до створення сценарію приєднався Джилл Калтон, а режисурою зайнявся Ентоні Стаккі, майже цілий рік було витрачено на те, щоб визначитися з зовнішніми образами героїв, рівнем проробки деталей, обстановкою і пейзажами, на тлі яких розгортатимуться події. Для створення тільки перших розкадровок знадобилося чотири роки роботи групи з понад 200 художників, які створили 1223 кадри, використавши 7200 футів плівки, і заповнили малюнками понад 30 тисяч розкадровочних рамок.
Процес створення повністю тривимірних героїв очолив художник Картер Гудріч («У пошуках Немо», «Шрек»). Його малюнки з затвердженими образами героїв були оцифровані на комп'ютері і передані в руки художника-графіка Майкла Курінскі, який мав додати віртуальним істотам плоті й хутра. Художник Кріс Ї займався волоссям й шерстю: на шкірі Еліота, наприклад, три з половиною мільйони шерстинок, у Буга — мільйон шістсот. Нові програмні інструменти дозволили рухати волосся цілими хвилями, при тому що кожна волосинка діяла окремо від іншої. Ще однією проблемою для аніматорів була вода, особливо у сцені, коли Буг і Еліот ненавмисне руйнують дамбу. Команді довелося змоделювати цілу гаму різних водних систем — від спокійного дзеркала вод до бурхливих хвиль і сплесків.
Задум кінематографістів полягав у поєднанні старомодної привабливості двовимірних мультфільмів (у тому, що стосується прорисовки ліній, тіней, глибини різкості тощо) з сучасним недійним форматом. Джерелом натхнення для них були різдвяні листівки художника Івінда Ерла, який відповідав за вибір кольору і стиля для таких витворів компанії Діснея, як «Спляча красуня», «Леді і бродяга», i «Фантазія».

## Саундтрек
Оригінальна музика до мультфільму була створена композитором Раміном Джаваді за допомогою Пола Вестенберга.
- 1. Me In The Meadow — Пол Вестенберг
- 2. Love You In The Fall — Пол Вестенберг
- 3. I Belong — Пол Вестенберг
- 4. I Wanna Lose Control (Uh-Oh) — Deathray
- 5. Better Than This — Пол Вестенберг
- 6. Wild Wild Life — Talking Heads
- 7. Right to Arm Bears — Пол Вестенберг
- 8. Good Day — Пол Вестенберг
- 9.All About Me — Пол Вестенберг
- 10. Wild As I Wanna Be — Deathray
- 11. Whisper Me Luck — Пол Вестенберг
- 12. I Belong" (Reprise) — Піт Йорн
- 13. Wild As I Wanna Be — Пол Вестенберг